# Pentatlon (oudheid)

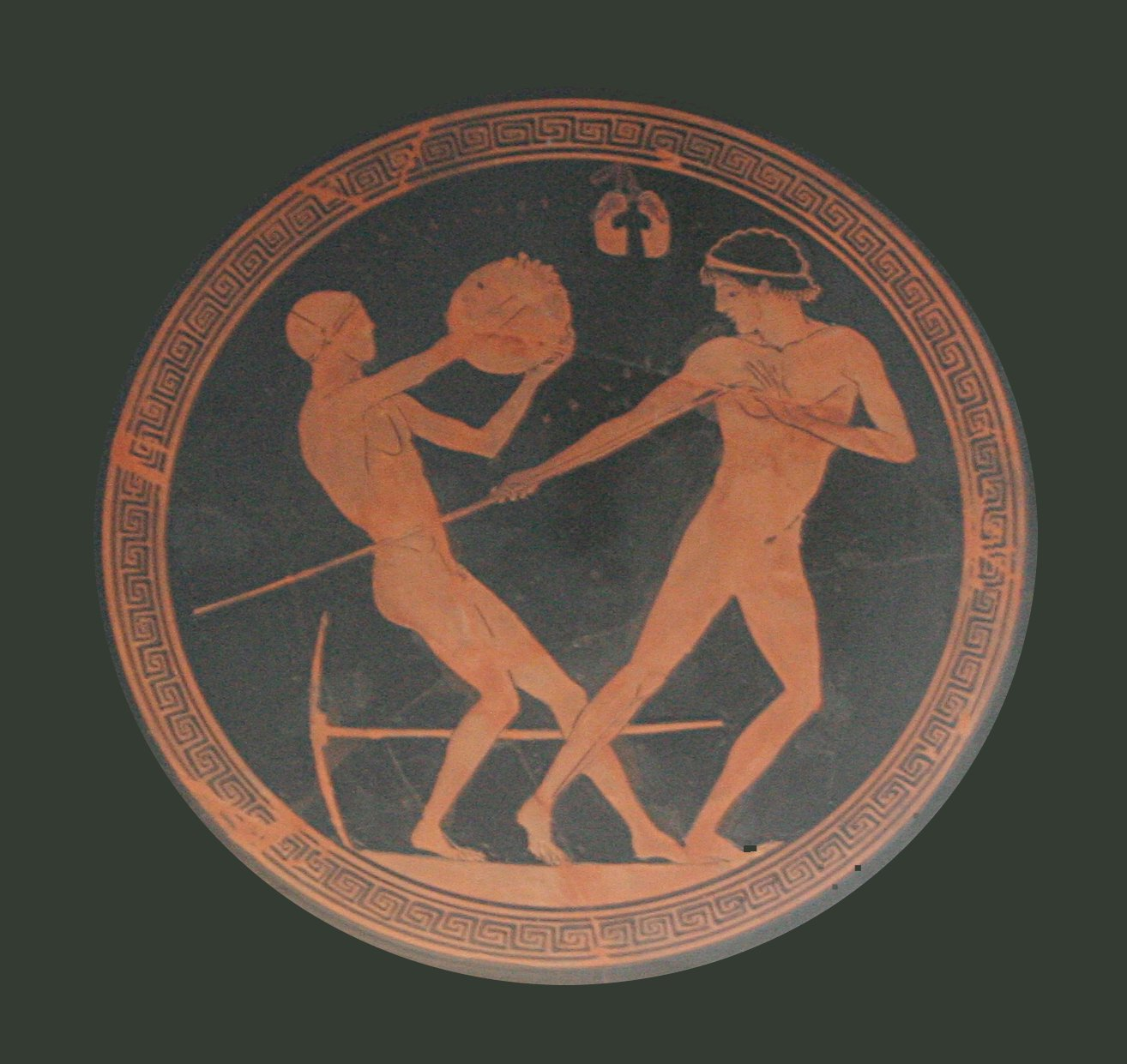
Historische afbeelding van Pentathlonatleten.

De pentatlon of vijfkamp is een atletiekonderdeel dat stamt uit de klassieke oudheid. 
Het werd geïntroduceerd in 708 v.Chr. en bestond uit de volgende onderdelen:
- speerwerpen
- verspringen
- hardlopen
- worstelen
- discuswerpen

De vijfkamp (als tegengesteld van de moderne zevenkamp) was een atletiekonderdeel in de Olympische Spelen en ander Panhelleense Spelen van het Oude Griekenland.
De naam komt van het Griekse woord voor "vijf wedstrijden". De vijf onderdelen waren stadion (een korte voetrace), worstelen, verspringen, speerwerpen en discuswerpen. Worstelen werd beoefend in een zandbak, op de Olympische Spelen, buiten de tempel van Zeus, terwijl de andere onderdelen gewoon in het stadion gehouden werden. Vijfkampers waren de atleten die de meeste vaardigheden hadden en hun training maakte vaak deel uit van een militaire dienst, waar die vijf onderdelen konden gebruikt worden in een strijd.
De winnaar van het stadion werd beschouwd als de kampioen van de spelen. En was vaak de enige naam die onthield werd met zekere spelen, zeker in de vroegste periodes. Als dezelfde man het verspringen, discuswerpen en speerwerpen won, dan was er geen nood meer dat men nog de andere onderdelen zou doen (worstelen en andere stadion onderdelen). Worstelen en discuswerpen hadden dezelfde essentiële regels zoals hun moderne versies (althans de actuele techniek die wordt gebruikt bij de atleten is een beetje verschillend), maar de andere hebben toch wel wat verschillen. De speerwerper gebruikt een lederen riem, dat amentum wordt genoemd, zodat de atleet ondersteuning heeft in de rug. Het stadion was een sprint van tussen de 180 en 240 meter.
Het verspringen is misschien wel de meest ongewone, vergeleken met de moderne versie. Een verspringer gebruikte gewichten (halters) en zijn sprong bestond waarschijnlijk uit vijf aparte sprongen, meer zoals het moderne hink-stap-springen.
Deelnemers aan het speerwerpen en discuswerpen waren verplicht om vijf worpen te doen en enkel hun verste worp zou tellen. Het is mogelijk dat men in het verspringen ook vijf pogingen had.
In de klassieke spelen was het traditioneel voor al deze onderdelen om ze naakt uit te voeren.